# Odprto prvenstvo Francije 1991
Odprto prvenstvo Francije 1991 je teniški turnir za Grand Slam, ki je med 27. majem in 9. junijem 1991 potekal v Parizu.

## Moški posamično
Jim Courier :  Andre Agassi, 3–6, 6–4, 2–6, 6–1, 6–4

## Ženske posamično
Monika Seleš :  Arantxa Sánchez Vicario, 6–3, 6–4

## Moške dvojice
John Fitzgerald /  Anders Järryd :  Rick Leach /  Jim Pugh, 6–0, 7–6 

## Ženske  dvojice
Gigi Fernández /  Jana Novotná :  Larisa Savčenko Neiland /  Natalija Zverjeva, 6–4, 6–0

## Mešane dvojice
Helena Suková /  Cyril Suk :  Caroline Vis /  Paul Haarhuis, 3–6, 6–4, 6–1